# Alice Douard
Pour les articles homonymes, voir Douard.
Alice Douard, née en 1985 à Bordeaux, est une réalisatrice et scénariste française spécialisée dans les courts et moyens métrages,.

## Biographie
Après une formation en histoire de l’art, Alice Douard intègre la Fémis dans le département réalisation. Son film de fin d’études, Extrasystole, est acheté par Arte et est sélectionné dans de nombreux festivals tels que ceux de Clermont-Ferrand, Angers ou Pantin. Elle réalise ensuite deux autres courts métrages, Les Filles et Plein Ouest, qui explorent des thèmes qui lui sont chers : la féminité, la recherche d’une identité au sein d’un groupe, les rapports familiaux. En 2017, Arte lui confie la réalisation d’un unitaire, Robin. En parallèle, Alice Douard travaillait au poste de scripte sur des courts et longs métrages. L’attente sortie en 2022 est son quatrième court métrage. Il a reçue le césar du meilleur court métrage de fiction de l'année 2024.

## Filmographie

### Réalisatrice et productrice
| année | film                | productrice | réalisatrice | notes         |
| ----- | ------------------- | ----------- | ------------ | ------------- |
| 2011  | What's Up Girls?    | Oui         | Oui          | documentaire  |
| 2013  | Tenir la nuit       | Oui         | Oui          | court métrage |
| 2013  | Extrasystole        | Oui         | Oui          | moyen métrage |
| 2015  | Les Filles          | Oui         | Oui          | moyen métrage |
| 2017  | Robin               |             | Oui          | téléfilm      |
| 2019  | Plein Ouest         |             | Oui          | court métrage |
| 2022  | L'attente           | Oui         | Oui          | court métrage |
| 2025  | Des preuves d'amour | Oui         | Oui          | long métrage  |

### Actrice
- 2014 : Vincent n'a pas d'écailles de Thomas Salvador : la jeune femme sur le canal
- 2024 : Deux personnes échangeant de la salive de Natalie Musteata et Alexandre Singh (court métrage) : voix de la publicité à la radio

## Distinctions
- Césars 2024 : Meilleur court-métrage de fiction pour  L'Attente